# Pikro-Siriusrot-Färbung

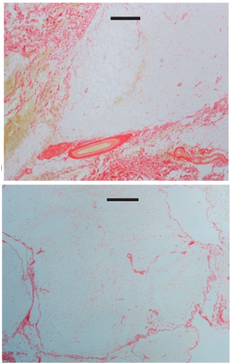
Pikro-Siriusrot-Färbung einer Fibrose beim MDP-Syndrom

Die Pikro-Siriusrot-Färbung ist eine histologische Färbung zur Darstellung von Kollagen in Geweben.

## Prinzip
Bei der Pikro-Siriusrot-Färbung stellen sich lichtmikroskopisch Kollagen rot sowie Muskelfasern, Zytoplasma und den Hintergrund gelb dar. Bei der Polarisationsmikroskopie weisen Kollagenfasern vom Typ I (dicke Fasern) eine gelb-orange und die vom Typ III (dünne Fasern) eine grüne Doppelbrechung auf. Die Färbelösung besteht aus Siriusrot (1 g/L der Derivate F3B oder F3A) in einer gesättigten wässrigen Lösung von Pikrinsäure. Siriusrot ist ein vergleichsweise großes Farbstoffmolekül, das eine Zunahme der Doppelbrechung bewirkt, wenn es sich längs von Kollagenfasern anlagert (optische Anisotropie). Als großes Farbstoffmolekül diffundiert es nur langsam in dichtere Gewebestrukturen, wodurch bei kurzer Färbedauer von 1 bis 2 h nur eine geringe Anfärbung von nicht aus Kollagen bestehendem Gewebe erfolgt. Der genaue Wirkmechanismus der Pikrinsäure ist unbekannt, es verstärkt die optische Anisotropie der Siriusrotfärbung. Die Färbelösung ist über einen Monat haltbar. Getrocknete Pikrinsäure ist explosiv.
Alternativ kann teilweise die Van-Gieson-Färbung, die Masson-Trichrom-Färbung und die Mallory-Trichrom-Färbung verwendet werden.

## Geschichte
Siriusrot wurde erstmals 1964 von F. Sweat und H. Puchtler zur Färbung von Geweben eingesetzt. Die Pikro-Siriusrot-Färbung wurde erstmals 1968 von V. Constantine und R. Mowry eingesetzt. Die Färbung mit Siriusrot war lichtechter als die zuvor verwendete Färbung mit Pikro-Fuchsin.